# Rupprecht Dittmar
Rupprecht Dittmar (* 2. August 1914 in Weimar; † 24. August 1985) war ein deutscher Politiker (CDU).

## Leben und Tätigkeit

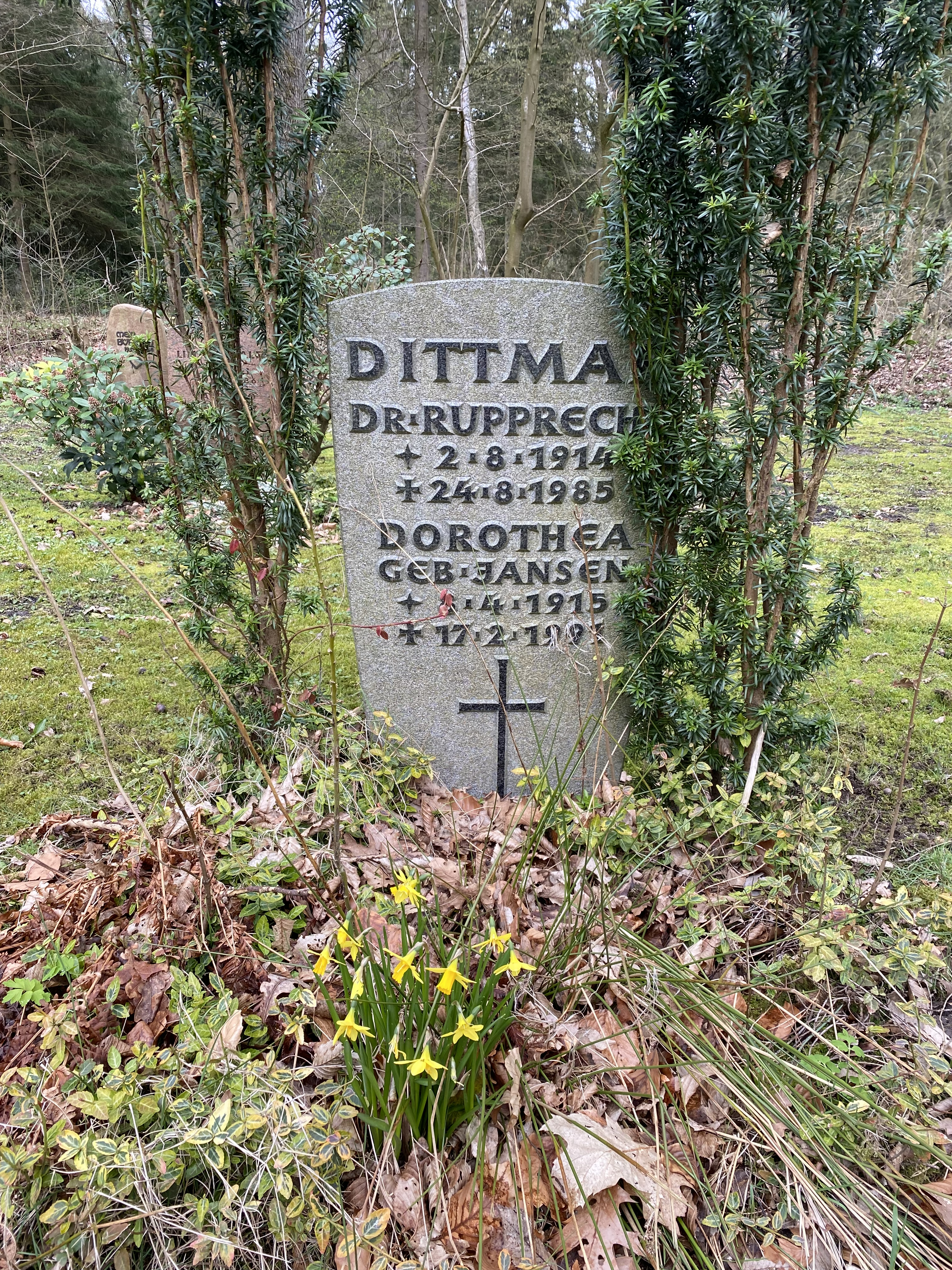
Grabstätte auf dem Waldfriedhof Volksdorf

Er studierte an der Universität Jena, die er als Diplom-Kaufmann abschloss. Danach promovierte er dort am 4. Juni 1946. Das Thema seiner Dissertation lautete Bemerkungen zum Problem der personellen Einkommenverteilung. Bis Juni 1946 war er Mitglied der Landeskommission zur Durchführung der Befehle 124/126 für das Land Thüringen. Danach war er als Mitglied der CDU-Ortsgruppe Weimar Wirtschafts- und Landwirtschaftsreferent der CDU im Landesverband Thüringen. 1947 wurde er für die CDU in die Stadtverordnetenversammlung von Weimar gewählt. Am 3. Januar 1948 flüchtete er aus der Sowjetischen Besatzungszone in Richtung Westen.
Rupprecht Dittmar war seit dem 17. Januar 1949 für die Deutsche Angestellten-Gewerkschaft (DAG) tätig. Er leitete in den 1950er Jahren die Abteilung Betriebswirtschaft im Bereich Wirtschaftspolitik der DAG und war außerdem Mitarbeiter der Sozialausschüsse der Christlich-Demokratischen Arbeitnehmerschaft (CDA).
1958 wurde Dittmar Mitglied des Vorstandes der Bundesversicherungsanstalt für Angestellte (BfA) und gleichzeitig Mitglied und stellvertretender Vorsitzender des Sozialbeirats für die gesamten Rentenversicherungsträger. Letztere Funktion gab er 1963 ab. 1968 legte er auch seinen Posten im Vorstand der BfA nieder.
Seine letzte Ruhestätte erhielt Dittmar auf dem Hamburger Waldfriedhof Volksdorf.

## Schriften (Auswahl)
- Bemerkungen zum Problem der personellen Einkommenverteilung. Jena 1946.
- Miteigentum. Eine Betrachtung zum Thema Lohngerechtigkeit und Unternehmungsertrag. DAG, [Hamburg] 1953.
- Ein Gesetzesvorschlag über "Das Miteigentum von Arbeitnehmern". Königswinter/Rh. 1957.
- Miteigentum – kein praktischer Vorschlag?. Königswinter/Rh. 1958.
- Erläuterung der Vorschläge der DAG zum Miteigentum unter Berücksichtigung der Kritik. In: Eigentumsbildungspolitik ohne Miteigentum?. Deutsche Angestellten-Gewerkschaft, München 1959.
- Lohn und Vermögensverteilung. Vandenhoeck und Ruprecht, Göttingen 1974.